# Nguyễn Thị Thu Hà
Nguyễn Thị Thu Hà (* 5. Mai 2002) ist eine vietnamesische Leichtathletin, die im Mittelstreckenlauf an den Start geht.

## Sportliche Laufbahn
Erste internationale Erfahrungen sammelte Nguyễn Thị Thu Hà im Jahr 2019, als sie bei den Jugendasienmeisterschaften in Hongkong in 2:14,89 min den fünften Platz im 800-Meter-Lauf belegte. 2023 siegte sie dann in 2:08,55 min bei den Südostasienspielen in Phnom Penh. Anschließend belegte sie bei den Asienmeisterschaften in Bangkok in 2:10,14 min den sechsten Platz und im Oktober verpasste sie bei den Asienspielen in Hangzhou mit 2:08,06 min den Finaleinzug. 2025 verpasste sie bei den Asienmeisterschaften in Gumi mit 2:10,04 min den Finaleinzug.
2020 wurde Nguyễn vietnamesischer Meister in der 4-mal-800-Meter-Staffel sowie 2021 in der 4-mal-400-Meter-Staffel.

## Persönliche Bestleistungen
- 800 Meter: 2:08,06 min, 3. Oktober 2023 in Hangzhou